# Vaguinho (futebolista)
Wagno de Freitas (Sete Lagoas, 11 de fevereiro de 1950), mais conhecido como Vaguinho, é um ex-futebolista brasileiro que atuava como ponta-direita.

## Carreira

### Início
Nascido em Sete Lagoas, MG, Vaguinho começou sua carreira nos infantis do Democrata de Sete Lagoas. Jogava como ponta-direita e era considerado um jogador rápido e técnico, com bom aproveitamento nos cruzamentos.

### Atlético Mineiro
Aos 18 anos profissionalizou-se no Atlético Mineiro, fazendo a torcida esquecer Lucas Miranda. Apesar do pouco tempo que ficou no clube, conquistou o Campeonato Mineiro 1970.

### Corinthians
No segundo semestre de 1971 foi vendido ao Corinthians. O começo no clube paulista não foi dos melhores, com uma perna quebrada em lance com Gérson, do São Paulo, no Campeonato Brasileiro 1971, em um lance em que o árbitro Armando Marques sequer marcou falta, apesar de o jogador ter tido de sair de campo carregado nos ombros. Ele ficaria afastado por quatro meses, até o início da temporada de 1972. Depois disso, passaria ser o titular da camisa 7 por quase uma década. Passou por maus momentos, como a decisão do Campeonato Paulista 1974, perdida para o Palmeiras, mas participou de um dos grandes momentos da história corintiana: a conquista do Campeonato Paulista 1977.
Quase ficou fora do segundo jogo das finais contra a Ponte Preta. Quando soube que daria lugar a Luciano, comprou briga com o técnico Osvaldo Brandão, mas de nada adiantou e teve de ficar no banco, chateado por não sair no que poderia ser a foto do título (que o Corinthians conquistaria com um empate). Com a contusão de Palhinha ainda no primeiro tempo, Vaguinho substituiu-o e abriu o placar aos 42 minutos. Se a Ponte Preta não tivesse virado o jogo no segundo tempo, ele poderia ter sido o herói da conquista, "cargo" que ficou para Basílio, autor do gol da vitória no terceiro jogo — em lance que se originou em um chute do próprio Vaguinho na trave. "Pedi para o [lateral] Zé Maria jogar a bola no segundo pau, porque havia um buraco ali", contaria em 2007 à revista Placar. "Mas ele errou o chute, a bola bateu na cabeça do Basílio e acabou sobrando para mim. Peguei quase caindo, ela veio toda quadrada, mas ainda deu para acertar a trave."
Foi ainda titular na campanha em que o Corinthians conquistou o Campeonato Paulista 1979, embora nas finais tenha ficado na reserva de Píter, contratado junto ao Goiás justamente para motivar Vaguinho.

### Retorno ao Atlético Mineiro
Em 1981, voltou para o Atlético Mineiro já com mais de trinta anos, mas ainda ajudou o time a conquistar o Campeonato Mineiro 1981.

### Santo André
Em 1982, foi para o Santo André onde disputou o Campeonato Paulista 1982 e encerrou sua carreira.

## Seleção Brasileira
Em 19 de dezembro de 1968, aos 18 anos, vestiu pela primeira vez a camisa da seleção brasileira, contra a Iugoslávia, em partida no Mineirão em que foram escalados apenas jogadores do Atlético. O Brasil venceu por 3 a 2 e Vaguinho marcou um gol e deu o passe para os outros dois. Dos treze jogadores que participaram daquela partida, Vaguinho foi um dos quatro que jogaram mais de uma vez com a camisa amarela, mas sua nova convocação só se daria em 15 de junho de 1971. Entrou no segundo tempo contra a Tchecoslováquia, no lugar de Paulo Cézar Caju, e foi titular no jogo seguinte, a despedida de Pelé da Seleção, assim como nos quatro jogos seguintes. Só voltaria a ser chamado uma vez mais, para um jogo contra um combinado "Resto do Mundo", em 6 de junho de 1976. No total, disputou sete jogos oficiais e um não-oficial pela Seleção, marcando um gol.

## Vida Pessoal
Hoje é professor de futebol para crianças em São Gotardo (Minas Gerais).

## Títulos
Atlético Mineiro
- Campeonato Mineiro: 1970 e 1981

Corinthians
- Campeonato Paulista: 1977 e 1979
- Taça Governador do Estado: 1977
- Copa São Paulo: 1975
- Torneio Laudo Natel: 1973

### Prêmios Individuais
- Bola de Prata (Placar): 1970